# Молеврье, Шарль-Клод Андро
Шарль-Клод Андро, маркиз де Молеврье-Ланжерон (фр. Charles-Claude Andrault, marquis de Maulévrier-Langeron; 7 сентября 1720 — 11 сентября 1792) — французский военный деятель.

## Биография
Сын Жана-Батиста-Луи Андро, маркиза де Молеврье-Ланжерона, и Элизабет Ле-Камю.
Граф де Шабриер, барон де Дюзе.
Корнет кавалерийского полка Дофина (15.06.1735). В кампанию того года служил в Итальянской армии, вернулся во Францию в 1736-м. Лейтенант (7.02.1737).
12 апреля 1741 получил роту в кавалерийском полку Сен-Симона, в марте 1742 с этим полком был направлен в Баварскую армию, последовательно служил под командованием герцога д'Аркура и графа Саксонского. Выступил к Богемской границе, где соединился с армией маршала Майбуа. Участвовал в оказании помощи Браунау и снабжении Эгера, внес вклад в оборону Баварии. Вернулся во Францию с армией в июле 1743. Подполковник пехотного полка Конде (22.08.1743), присоединился к нему в Ландау, где закончил кампанию.
В 1744 году служил в Рейнской армии, кчаствовал в отвоевании Вейсенбурга и деле под Рейшево. В сентябре направлен в Баварию под командованием графа де Сегюра, провел там зиму, особенно отличился в бою при Паффенхоффене и отступлении из Баварии в апреле 1745. В мае присоединился к Рейнской армии, стоявшей в обороне.
Полк Конде предназначался для службы под командованием принца де Конти, в июле 1746 был направлен в Италию. Ланжерон отправился вместе с ним и в январе-феврале 1747 участвовал в обороне Прованса.
В мае 1747 были отвоеваны острова Сент-Маргерит и Сент-Онора; маркиз был отправлен с этой новостью к королю в Брюссель. 5 июня был произведен в бригадиры. 8-го отбыл из Брюсселя и присоединился к полку в лагере Турну в Дофине. С большим мужеством сражался при атаке укреплений перевала Асьетт 14 июля. Служил на границе до заключения мира в 1748 году.
11 апреля 1754, после отставки отца, получил губернаторство в Бриансоне. В том году служил в Амьенском лагере. В 1755—1790 годах был губернатором Бреста, затем заместителем главнокомандующего в Бретани.
С началом Семилетней войны 1 мая 1757 назначен в Германскую армию. Участвовал в битве при Хастенбеке, содействовал занятию многих мест в Ганноверском курфюршестве, соединился со своей группой войск с армией принца де Субиза, участвовал в битве при Росбахе и вернулся к основным силам в конце месяца.
В январе 1758 под началом маркиза де Вуайе командовал колонной войск, выступившей на Хальберштадт, откуда противник спешно отступил, также занял Кведлинбург и окрестные места. Заставил Хальберштадт выплатить часть контрибуции и снабдил продовольствием на шесть месяцев замок Регенштейн.
1 мая 1758 произведен в лагерные маршалы, после чего оставил полк Конде. В 1759—1760 годах служил на берегах Атлантики, в 1761—1761 годах — в Германии.
1 января 1784 пожалован в рыцари орденов короля.
В 1789 году на ассамблеях знати бальяжа Отёна в Бургундии был представлен Кристофом Перреном д'Арру как маркиз де Ланжерон и сеньор де Молеврье.

## Семья
Жена (15.01.1754): Мари-Луиза Перрине (ум. 8.12.1792), дочь Давида-Пьера Перрине, сьёра де Пезо, генерального сборщика финансов Фландрии, Эно и Артуа, и Жаклин-Луизы Перрине
Дети:
- Шарль-Пьер (21.06.1756—1780), граф де Молеврье-Ланжерон. Кампмейстер Нормандского полка. Был холост
- Луи-Кристоф (р. 1757), лагерный маршал (1814)
- Мари-Луиза-Аглае (2.08.1759—24.01.1827). Муж (11.04.1779): герцог Шарль-Сезар де Дамас д’Антиньи (1858—1829)
- Мари-Анн (р. 1760)
- Женевьева-Аделаида. Муж 1) (контракт 24.11.1782): Луи-Мари-Франсуа де Сен-Морис (1756—1794), князь де Монбарре и Священной Римской империи. Гильотинирован; 2) (1.04.1802): принц Луи-Станислас-Костка де Латремуй (1767—1837), генерал-лейтенант